# Lucius Calpurnius Honoratus
Lucius Calpurnius Honoratus war ein im 2. Jahrhundert n. Chr. lebender Angehöriger des römischen Ritterstandes (Eques).
Durch Militärdiplome, die auf den 2. Juli 110 und auf den 1. September 114 datiert sind, ist belegt, dass Honoratus von 110 bis 114 Kommandeur der Ala Frontoniana war, die zu diesem Zeitpunkt in der Provinz Pannonia inferior stationiert war.